# Juan Sebastián Rozo
 (octobre 2018).
Si vous disposez d'ouvrages ou d'articles de référence ou si vous connaissez des sites web de qualité traitant du thème abordé ici, merci de compléter l'article en donnant les références utiles à sa vérifiabilité et en les liant à la section « Notes et références ».
Juan Sebastián Rozo Rengifo, né à Bogota en 1984, est un avocat et homme politique colombien. Il est Ministre des Technologies de l'information et des Communications en 2018 sous la présidence de Juan Manuel Santos.